# Station Igney
Station Igney is een spoorwegstation in de Franse gemeente Igney.